# Буртенбах, Себастиан Шертлин фон
Себастиан Шертлин фон Буртенбах — немецкий полководец эпохи Реформации (1496—1577), с 1544 года - великий маршал Священной Римской империи . Состоял на службе императора Священной Римской империи, курфюрста Бранденбурга, Швабского и Шмалькальденского союзов, Франции.

## Биография
Сын управляющего лесным хозяйством судьи и мэра Шорндорфа, после учёбы в латинской школе в Тюбингене в 20 лет стал магистром. За этим последовала должность епископского клерка в Констанце. Через два года присоединился к командующему артиллерией Михаилу Отту, состоявшему на службе у императора Максимилиана I и искавшему для него наёмников. В 1519 г. Шертлин вместе со своим учителем Георгом фон Фрундсбергом и его ландскнехтами завоевал Шорндорф в ходе войны Швабской лиги против вюртембергского герцога Ульриха.
C 1521 г. воевал на стороне империи против короля Франции Франциска I в войне Камбрейской лиги. В 1525 г. участвовал в битве при Павии.
В этом же году боролся с крестьянским восстанием в Германии.
В 1526 г. вместе с Фрундсбергом отвоевал Милан. В следующем году участвовал в штурме и разграбления Рима, охранял пленённого папу римского Климента VII.
Уже в 1530 году Себастьян Шертлин принял должность мэра Аугсбурга и в следующем году переехал со своей семьей из Шорндорфа в этот вольный имперский город, за чью оборону отвечал как штадтгауптманн. Вскоре после этого он получил сеньорию Буртенбах в Баварии.
В 1532 году воевал с турками в Австрии. Его отряд сыграл решающую роль в уничтожении большей части акынджи во главе с ранее опустошавшим южную Нижнюю Австрию Казым-беем в битве при Леоберсдорфе, за что Буртенбах получил титул рыцаря.
В 1534 году император Карл V за заслуги возвел в имперское дворянство.
В 1536 и 1544 гг. воевал против Франции (Итальянская война 1536—1538 года и война между Габсбургами и Валуа).
В 1542 году в ходе Шмалькальденской войны воевал с герцогом Брауншвейг-Люнебурга Генрихом V. В 1546 г. примкнул к протестантам, на стороне которых также встало большинство городского совета Аугсбурга, стал командующим всей пехотой в городах Верхней Германии. После первоначальных успехов (были взяты Фюссен и сожжён Бухлоэ), ему не удалось предотвратить победу имперцев. После поражения имперский город Аугсбург отказался выдать Буртенбаха, и он бежал в имперский город Констанц, а затем в — швейцарский Базель.
В 1548 году он поступил на службу к французскому королю Генриху II, после чего император Карл V наложил на него имперскую опалу и конфисковал имущество. В 1551 г. был посредником в мирных переговорах между французским королем и протестантскими князьями с императором Карлом V.
В 1553 г. покинул французскую службу, получив помилование и был восстановлен в должности капитана города Аугсбурга, а в 1559 г. при императоре Фердинанде стал императорским советником. Остаток жизни в отреставрированном замке в Буртенбахе, где написал мемуары «Leben und Thaten des Herrn Sebastian Schertlin-von-Burtenbach durch ihn selbst beschriben» (Мюнстер, 1858; старое изд., Франкфурт, 1777). Умер в 1577 г. дома в Аугсбурге.
Шертлин был не только воином, но и стратегом, сумевшим заработать состояние в ходе военных кампаний. Он часто сам вел своих солдат в бой и также упоминается в литературе как «рубака» (нем. Haudegen)